# Золотой сертификат (США)

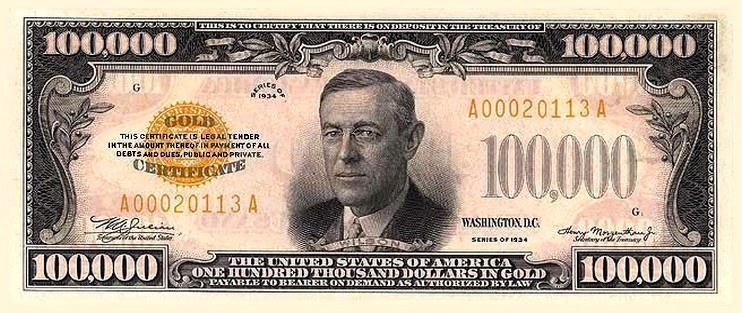
Золотой сертификат на сто тысяч долларов для внутренних расчётов ФРС с портретом Вудро Вильсона, 1934 год

Золотой сертификат — разновидность ценной бумаги, которая выпускалась Министерством финансов США, удостоверявщая право собственности на золото, депонированное в банке его владельцем. Использовалась в 1882—1934 годах.
Они гарантировали держателю обмен на золото. Основное их применение — расчет наличными в государственных учреждениях и банках. Сегодня они все еще формально действительны, но только не в свободном обращении. Имеют высокую коллекционную ценность.
Были выпущены следующие номиналы:
- 10 долларов США
- 20 долларов США
- 50 долларов США
- 100 долларов США
- 500 долларов США
- 1000 долларов США
- 5 000 долларов США
- 10 000 долларов США
- 100 000 долларов США — эта банкнота так и не поступила в публичный оборот, она использовалась только во внутренних операциях федерального правительства и банков.

Десятидолларовый сертификат 1907 года, аверс
Десятидолларовый сертификат 1907 года, реверс